# رستمي
 رستمي بالفارسية  رستمی  قرية صغيرة تتبع بلدة شيبكوه (بالفارسية: بخش شيبكوه ) من توابع مدينة لنجة وتقع في محافظة هرمزگان في جنوب إيران. تقع القرية على بعد 5 كيلومترات إلى الجنوب الغربي لقرية كلشن.

## حدود قرية رستمي
حدود قرية رستمي، من الشمال قرية كلشن، ومن الجنوب قرية غدیر صابري ، ومن الغرب قرية جبریه ، ومن جهة الشرق تنتهي بـدهنو میر.

## السكان
يبلغ عدد سكان هذه القرية حسب تعداد السكان لعام 2006 للميلاد، (500) نسمة من أهل السنة والجماعة وعلى المذهب الشافعي. سكان هذه القرية عرب ويتكلمون اللغتين العربية والفارسية، لهم عدة مساجد، ومدرسة، وعيادة صحية صغيرة، وبركتان لحفظ مياه الأمطار، يمتهنون الزراعة وتربية المواشي والأغنام.